# Академики Российской академии архитектуры и строительных наук
Полный список действительных членов Российской академии архитектуры и строительных наук:

## Отделение архитектуры
1. Боков, Андрей Владимирович (род. 1943)
2. Буш, Дмитрий Вильямович (род. 1958)
3. Гаврилова, Маргарита Максимилиановна (род. 1945)
4. Гельфонд, Анна Лазаревна (род. 1956)
5. Гнедовский, Сергей Викторович (род. 1947)
6. Григорьева, Елена Ивановна (род. 1955)
7. Есаулов, Георгий Васильевич (род. 1953)
8. Казарян, Армен Юрьевич (род. 1963)
9. Коротич, Андрей Владимирович (род. 1957)
10. Кудрявцев, Александр Петрович (род. 1937)
11. Мамошин, Михаил Александрович (род. 1960)
12. Нащокина, Мария Владимировна (род. 1953)
13. Некрасов, Андрей Борисович (род. 1940)
14. Плоткин, Владимир Ионович (род. 1955)
15. Посохин, Михаил Михайлович (род. 1948)
16. Романов, Олег Сергеевич (род. 1945)
17. Скокан, Александр Андреевич (род. 1943)
18. Славина, Татьяна Андреевна (род. 1934)
19. Швидковский, Дмитрий Олегович (род. 1959)
20. Штиглиц, Маргарита Сергеевна (род. 1945)
21. Шумаков, Николай Иванович (род. 1954)
22. Юдинцев, Владимир Петрович (род. 1942)
23. Явейн, Никита Игоревич (род. 1954)
24. Ахмедов, Абдул Рамазанович (1929—2007)
25. Белянкин, Геннадий Иванович (1927—2011)
26. Воловик, Анатолий Афанасьевич (1929—1999)
27. Гнедовский, Юрий Петрович (1930—2024)
28. Григорьев, Юрий Пантелеймонович (1932—2019)
29. Егерев, Виктор Сергеевич (1923—2016)
30. Земцов, Юрий Исаевич (1938—2024)
31. Иконников, Андрей Владимирович (1926—2001)
32. Кананин,  Роман Григорьевич (1935—2017)
33. Кириченко, Евгения Ивановна (1931—2021)
34. Кубасов, Владимир Степанович (1930—2022)
35. Кузьмин, Александр Викторович (1951—2019)
36. Меерсон, Андрей Дмитриевич (1930—2020)
37. Орехов, Виталий Владимирович (1937—2014)
38. Орфинский, Вячеслав Петрович (1929—2024)
39. Платонов, Юрий Павлович (1929—2016)
40. Покровский, Игорь Александрович (1926—2002)
41. Попов, Владимир Васильевич (1928—2020)
42. Рапопорт, Евгений Менделевич (1934—2023)
43. Розанов, Евгений Григорьевич (1925—2006)
44. Рочегов, Александр Григорьевич (1917—1998)
45. Рябушин, Александр Васильевич (1931—2012)
46. Садовский, Тимофей Петрович (1929—2015)
47. Солопов, Дмитрий Сергеевич (1929—2007)
48. Степанов, Александр Владимирович (1927—2017)
49. Столетов, Игорь Александрович (1931—2014)
50. Хайт, Владимир Львович (1933—2004)
51. Хан-Магомедов, Селим Омарович (1928—2011)
52. Харитонов, Александр Евгеньевич (1951—1999)
53. Хихлуха, Лев Васильевич (1937—2025)
54. Шехоян, Каро Сергеевич (1923—2004)

## Отделение градостроительства
1. Антюфеев, Алексей Владимирович (род. 1957)
2. Ахмедова, Елена Александровна (род. 1951)
3. Басин, Ефим Владимирович (род. 1940)
4. Бондаренко, Игорь Андреевич (род. 1954)
5. Киевский, Леонид Владимирович (род. 1952)
6. Ломакина, Дарья Юрьевна (род. 1961)
7. Мазаев, Антон Григорьевич (род. 1974)
8. Мазаев, Григорий Васильевич (род. 1950)
9. Митягин, Сергей Дмитриевич (род. 1946)
10. Птичникова, Галина Александровна (род. 1958)
11. Спирин, Павел Павлович (род. 1982)
12. Шубенков, Михаил Валерьевич (род. 1958)
13. Белоусов, Владимир Николаевич (1928—2018)
14. Бочаров, Юрий Петрович (1926—2023)
15. Вавакин, Леонид Васильевич (1932—2019)
16. Владимиров, Виктор Владимирович (1931—2019)
17. Каримов, Альберт Миниханович (1941—2015)
18. Лежава, Илья Георгиевич (1935—2018)
19. Любовный, Владимир Яковлевич (1931—2019)
20. Малинова, Ольга Валентиновна (1955—2021)
21. Назаров, Валентин Фёдорович (1932—2015)
22. Перцик, Евгений Наумович (1931—2020)
23. Постнов, Вилен Петрович (1936—2012)
24. Саваренская, Татьяна Фёдоровна (1923—2003)
25. Сдобнов, Юрий Афанасьевич (1929—2012)
26. Смоляр, Илья Моисеевич (1928—2008)
27. Соколов, Сергей Иванович (1940—2016)
28. Чистякова, Светлана Борисовна (1928—2023)
29. Юсин, Георгий Семёнович (1950—2022)
30. Ярошевский, Игорь Викторович (1936—2005)

## Отделение строительных наук
1. Акимов, Павел Алексеевич (род. 1977)
2. Алексеев, Михаил Иванович (род. 1940)
3. Беккер, Александр Тевьевич (р. 1946)
4. Белостоцкий, Александр Михайлович (р. 1952)
5. Ерофеев, Владимир Трофимович (род. 1954)
6. Ильичёв, Вячеслав Александрович (род. 1938)
7. Каприелов, Семён Суренович (род. 1946)
8. Карпенко, Николай Иванович (род. 1936)
9. Колчунов, Виталий Иванович (род. 1948)
10. Крылов, Сергей Борисович (род. 1960)
11. Ляхович, Леонид Семёнович (род. 1934)
12. Магдеев, Усман Хасанович (род. 1940)
13. Маилян, Левон Рафаэлович (род. 1954)
14. Панибратов, Юрий Павлович (род. 1937)
15. Петров, Владилен Васильевич (род. 1935)
16. Ресин, Владимир Иосифович (род. 1936)
17. Селяев, Владимир Павлович (род. 1944)
18. Сидоров, Владимир Николаевич (род. 1949)
19. Соколова, Юлия Андреевна (род. 1939)
20. Теличенко, Валерий Иванович (род. 1947)
21. Травуш, Владимир Ильич (род. 1936)
22. Федосов, Сергей Викторович (род. 1953)
23. Фёдоров, Виктор Сергеевич (род. 1947)
24. Аббасов, Пулат Аббасович (1945—2023)
25. Александров, Анатолий Васильевич (1927—2008)
26. Андреев, Владимир Игоревич (1941—2024)
27. Баженов, Юрий Михайлович (1930—2020)
28. Бирюлёв, Владимир Владимирович (1928—1995)
29. Богословский, Вячеслав Николаевич (1923—2001)
30. Болотин, Владимир Васильевич (1926—2008)
31. Бондаренко, Виталий Михайлович (1925—2018)
32. Булгаков, Сергей Николаевич (1930—2008)
33. Дикаревский, Виталий Сергеевич (1926—2010)
34. Карелин, Владимир Яковлевич (1931—2005)
35. Комар, Алексей Георгиевич (1920—2016)
36. Комохов, Павел Григорьевич (1927—2011)
37. Крылов, Борис Александрович (1926—2020)
38. Найденко, Валентин Васильевич (1938—2005)
39. Ольков, Яков Иванович (1933—2013)
40. Осипов, Георгий Львович (1929—2008)
41. Соломатов, Василий Ильич (1931—2001)
42. Соломин, Виталий Иванович (1928—2020)
43. Чернышов, Евгений Михайлович (1936—2021)
44. Чистович, Сергей Андреевич (1927—2011)
45. Яковлев, Сергей Васильевич (1914—2005)